# Leptochilus ellenae
Leptochilus ellenae är en stekelart som beskrevs av Parker 1966. Leptochilus ellenae ingår i släktet Leptochilus och familjen Eumenidae. Inga underarter finns listade i Catalogue of Life.